# Тайрон Тауншип (округ Блер, Пенсільванія)
Тайрон Тауншип (англ. Tyrone Township) — селище (англ. township) в США, в окрузі Блер штату Пенсільванія. Населення — 1876 осіб (2020).

## Демографія
Згідно з переписом 2010 року, у селищі мешкало 1885 осіб у 693 домогосподарствах у складі 541 родини. Було 759 помешкань
Расовий склад населення:
| - 98,8 % — білих - 0,4 % — азіатів - 0,2 % — чорних або афроамериканців |

До двох чи більше рас належало 0,5 %. Частка іспаномовних становила 0,6 % від усіх жителів.
За віковим діапазоном населення розподілялося таким чином: 24,6 % — особи молодші 18 років, 60,4 % — особи у віці 18—64 років, 15,0 % — особи у віці 65 років та старші. Медіана віку мешканця становила 44,1 року. На 100 осіб жіночої статі у селищі припадало 107,1 чоловіків;  на 100 жінок у віці від 18 років та старших — 107,4 чоловіків також старших 18 років.
Середній дохід на одне домашнє господарство  становив 64 774 долари США (медіана — 56 429), а середній дохід на одну сім'ю — 70 569 доларів (медіана — 61 442). Медіана доходів становила 46 111 долар для чоловіків та 41 250 доларів для жінок. За межею бідності перебувало 5,7 % осіб, у тому числі 3,5 % дітей у віці до 18 років та 6,8 % осіб у віці 65 років та старших.
Цивільне працевлаштоване населення становило 802 особи. Основні галузі зайнятості: освіта, охорона здоров'я та соціальна допомога — 29,7 %, виробництво — 15,0 %, роздрібна торгівля — 10,7 %, транспорт — 10,2 %.